# مخزن سد واسکیالا
مخزن سد واسکیالا (انگلیسی: Vaskjala Reservoir) یک مخزن سد روی رود پیریتا است که در دهستان رائه، شهرستان هاریو، استونی قرار دارد. این دریاچه که بخشی از سیستم تأمین آب تالین محسوب می‌شود ۲۹.۹ هکتار مساحت و ۷۳۰ متر مکعب حجم ذخیره شده دارد.